# Segnaletica stradale in Belgio
I segnali stradali in Belgio sono regolati dal Codice della strada belga; sono suddivisi in sei categorie (tipi) in base alla funzione e non sono ammesse, per ogni segnale, altre icone o specificazioni se non quelle appositamente indicate. Hanno una pellicola retro-riflettente e quelli più grandi di dimensioni sono auto-illuminati.
Se vi è del testo nei segnali, questo è in lingua fiamminga o francese (o entrambe) e non in inglese (tranne il segnale di fermarsi e dare la precedenza riportante la scritta "STOP").

## Segnali di pericolo (tipo A)
I segnali di pericolo in Belgio hanno sfondo bianco ed una normale forma triangolare.
| Segnale belga | Significato                                                            | Spiegazione |
|               | Curva pericolosa a sinistra                                            | Presegnala un tratto di strada non rettilineo pericoloso per la limitata visibilità o per caratteristiche del tracciato (curva stretta a sinistra). |
|               | Curva pericolosa a destra                                              | Presegnala un tratto di strada non rettilineo pericoloso per la limitata visibilità o per caratteristiche del tracciato (curva stretta a destra). |
|               | Doppia curva pericolosa, la prima a sinistra                           | Presegnala una doppia curva, di cui la prima a sinistra. |
|               | Doppia curva pericolosa, la prima a destra                             | Presegnala una doppia curva, di cui la prima a destra. |
|               | Discesa pericolosa                                                     | Presegnala un tratto di strada in discesa secondo il senso di marcia. La pendenza è espressa in percentuale. |
|               | Salita ripida                                                          | Presegnala un tratto di strada in forte salita secondo il senso di marcia. La pendenza è espressa in percentuale. |
|               | Strettoia simmetrica                                                   | Segnala un restringimento pericoloso della carreggiata su entrambi i lati. |
|               | Strettoia asimmetrica a destra                                         | Segnala un restringimento pericoloso della carreggiata posto sul lato destro. |
|               | Strettoia asimmetrica a sinistra                                       | Segnala un restringimento pericoloso della carreggiata posto sul lato sinistro. |
|               | Ponte mobile                                                           | Presegnala una struttura stradale mobile comunque manovrabile. |
|               | Sbocco su argine o molo                                                | Presegnala il pericolo di caduta in acqua. Può essere integrato con pannelli distanziometrici. |
|               | Strada deformata o dosso a schiena d'asino                             | Segnala un tratto di strada in cattivo stato o con pavimentazione irregolare od un dosso a schiena d'asino. |
|               | Dosso artificiale                                                      | Segnala un dosso artificiale. |
|               | Strada sdrucciolevole                                                  | Presegnala un tratto di strada che in particolari condizioni climatiche od ambientali può diventare sdrucciolevole. |
|               | Ghiaia                                                                 | Presegnala la presenza di pietrisco, di materiale minuto o granaglia che può essere proiettato a distanza o scagliato in aria dai veicoli in transito. |
|               | Caduta massi                                                           | Presegnala il pericolo di caduta massi dalla parete rocciosa soprastante a destra con possibile presenza di pietre sulla carreggiata. |
|               | Attraversamento pedonale                                               | Segnala l'avviciarsi di un passaggio pedonale segnalato sulla carreggiata. |
|               | Bambini                                                                | Segnala luoghi frequentati da bambini, come le scuole, i giardini pubblici, i campi di gioco e simili. |
|               | Attraversamento ciclabile o di ciclomotori                             | Presegnala attraversamento di ciclisti o ciclomotori contraddistinto da appositi segni sulla carreggiata. |
|               | Attraversamento di animali selvatici                                   | Presegnala un tratto di strada con probabile improvvisa presenza od attraversamento di animali selvatici. |
|               | Attraversamento di animali domestici                                   | Presegnala un tratto di strada con probabile improvvisa presenza od attraversamento di animali domestici. |
|               | Lavori                                                                 | Presegnala cantieri di lavori in corso, depositi temporanei di materiale, presenza di macchinari adibiti ai lavori stradali. |
|               | Semaforo                                                               | Presegnala un impianto semaforico posto su strade sia urbane che extraurbane. |
|               | Passaggio di aeroplani a bassa quota                                   | Presegnala la possibilità di improvvisi forti rumori o abbagliamenti dovuti ad aeroplani a bassa quota. |
|               | Vento laterale                                                         | Presegnala la possibilità di forti raffiche di vento laterale. |
|               | Doppio senso di circolazione                                           | Segnala un tratto di strada che da senso unico diventa a doppio senso. |
|               | Passaggio a livello con barriere                                       | Segnala un passaggio a livello con barriere ed è integrato con il pannello distanziometrico a tre barre rosse. |
|               | Passaggio a livello senza barriere                                     | Segnala un passaggio a livello senza barriere ed è integrato con il pannello distanziometrico a tre barre rosse. |
|               | Incrocio con un passaggio a livello senza barriere                     | Segnala un passaggio a livello od un attraversamento tranviario senza barriere con un solo binario, ed invita quindi i conducenti alla massima prudenza, invitandoli a fermarsi immediatamente se fossero attive le due luci rosse lampeggianti e/o il segnale acustico che indicano l'avvicinarsi del treno. Può anche essere installata in verticale per ragioni di minor ingombro. |
|               | Incrocio con un passaggio a livello senza barriere a più di un binario | Segnala un passaggio a livello od attraversamento tranviariosenza barriere con più di un binario, ed invita quindi i conducenti alla massima prudenza, invitandoli a fermarsi immediatamente se fossero attive le due luci rosse lampeggianti e/o il segnale acustico che indicano l'avvicinarsi del treno. Può anche essere installata in verticale per ragioni di minor ingombro.   |
|               | Attraversamento di tram                                                | Segnala attraversamento tranviario. |
|               | Altri pericoli                                                         | Segnala un pericolo diverso da quelli indicati negli altri segnali di pericolo. |

## Segnali di priorità (tipo B)
| Segnale belga | Significato                                                           | Spiegazione |
|               | Andamento della strada principale                                     | Indica l'andamento della strada principale. |
|               | Dare precedenza                                                       | Prescrive un incrocio in cui è necessario dare precedenza in corrispondenza della linea orizzontale.                                                                 |
|               | Preavviso di dare precedenza                                          | Preavvisa l'incrocio in cui è necessario dare precedenza in corrispondenza della linea orizzontale.                                                                  |
|               | Fermarsi e dare la precedenza                                         | Prescrive l'obbligo di arrestarsi in ogni caso in corrispondenza della striscia trasversale di arresto ad un incrocio e di dare precedenza.                          |
|               | Preavviso di fermarsi e dare precedenza                               | Preavvisa l'incrocio in cui è necessario fermarsi e dare precedenza in corrispondenza della linea orizzontale.                                                       |
|               | Strada con diritto di precedenza                                      | Indica l'inizio di una strada il cui traffico ha diritto di precedenza.                                                                                              |
|               | Fine della strada con diritto di precedenza                           | Indica la fine di una strada il cui traffico ha diritto di precedenza.                                                                                               |
|               | Preavviso di fine della strada con diritto di precedenza              | Preavvisa la fine di una strada il cui traffico ha diritto di precedenza.                                                                                            |
|               | Intersezione con strada che non ha priorità                           | Presegnala un incrocio con una strada di minore importanza in cui si ha la precedenza sui veicoli provenienti sia da destra che da sinistra.                         |
|               | Intersezione                                                          | Presegnala un incrocio in cui vige la regola generale di dare la precedenza a destra.                                                                                |
|               | Passaggio stretto. Precedenza ai veicoli provenienti in senso inverso | Prescrive di dare precedenza ai veicoli provenienti in direzione opposta in una strada a doppio senso che consente il passaggio di una sola fila di veicoli.         |
|               | Passaggio stretto. Precedenza rispetto al traffico inverso            | Indica la precedenza rispetto ai veicoli provenienti in direzione opposta in una strada a doppio senso che consente il passaggio di una sola fila di veicoli.        |
|               | Dare precedenza per ciclisti                                          | Prescrive ai ciclisti di poter girare a destra in un incrocio con semaforo a luce gialla o rossa con l'obbligo di dare precedenza agli altri utenti della strada.    |
|               | Dare precedenza per ciclisti                                          | Prescrive ai ciclisti di poter proseguire diritti in un incrocio con semaforo a luce gialla o rossa con l'obbligo di dare precedenza agli altri utenti della strada. |

## Segnali di divieto (tipo C)
I segnali di divieto in Belgio sono rotondi con sfondo bianco, eccezion fatta per i segnali di divieto di sosta e quello di divieto di fermata che hanno il classico sfondo blu.
| Segnale belga | Significato | Spiegazione |
|               | Divieto di accesso                                                                                                  | Vieta di entrare in una strada accessibile invece in un altro senso.                                                                                               |
|               | Divieto di transito                                                                                                 | Vieta a tutti i veicoli di entrare in una strada. |
|               | Divieto di circolazione ai veicoli a motore con più di due ruote e alle motocarrozzette                             | Vieta il transito a tutti i veicoli a motore con più di due ruote ed alle motocarrozzette.                                                                         |
|               | Divieto di circolazione per i veicoli a motore a quattro ruote per terreni accidentati                              | Vieta il transito a tutti i veicoli a motore con quattro ruote costruiti per circolare in terreni accidentati.                                                     |
|               | Divieto di circolazione per i motocicli                                                                             | Vieta il transito a tutti i veicoli ai motocicli. |
|               | Divieto di circolazione per i ciclomotori                                                                           | Vieta il transito ai ciclomotori. |
|               | Divieto di circolazione alle biciclette                                                                             | Vieta il transito alle biciclette. |
|               | Accesso vietato ai veicoli a trazione animale                                                                       | Vieta il transito ai veicoli a trazione animale. |
|               | Accesso vietato agli animali da sella                                                                               | Vieta il transito agli animali da sella. |
|               | Divieto di circolazione per i veicoli a braccia                                                                     | Vieta il transito a tutti i veicoli a braccia. |
|               | Accesso vietato ai pedoni                                                                                           | Vieta il transito ai pedoni. |
|               | Peso massimo | Vieta il transito ai veicoli aventi massa superiore a quella indicata in tonnellate al momento del transito.                                                       |
|               | Divieto di circolazione agli autobus                                                                                | Vieta il transito agli autobus. |
|               | Divieto di circolazione per i mezzi destinati al trasporto merci                                                    | Vieta il transito ai veicoli da trasporto non adibiti al trasporto di persone.                                                                                     |
|               | Divieto di circolazione per gli autocarri che trasportano merci pericolose secondo il ministero delle comunicazioni | Vieta il transito agli autocarri che trasportano merci pericolose secondo il ministero delle comunicazioni e quello degli affari economici.                        |
|               | Divieto di circolazione per i veicoli che trasportano merci pericolose                                              | Vieta il transito ai veicoli che trasportano merci pericolose, come esplosivi, benzina, materie tossiche o radioattive.                                            |
|               | Divieto di circolazione per i veicoli che trasportano esplosivi                                                     | Vieta il transito ai veicoli che trasportano merci esplosive. |
|               | Divieto di circolazione per i veicoli che trasportano merci che possono contaminare le acque                        | Vieta il transito ai veicoli che trasportano merci che possono contaminare le acque.                                                                               |
|               | Lunghezza massima                                                                                                   | Vieta il transito ai veicoli od ai complessi di veicoli di lunghezza superiore alla lunghezza indicata in metri.                                                   |
|               | Larghezza massima                                                                                                   | Vieta il transito ai veicoli aventi larghezza superiore a quella indicata in metri.                                                                                |
|               | Altezza massima | Vieta il transito ai veicoli aventi altezza superiore a quella indicata in metri.                                                                                  |
|               | Divieto di svoltare a sinistra                                                                                      | Vieta di svoltare a sinistra al prossimo incrocio. |
|               | Divieto di svoltare a destra                                                                                        | Vieta di svoltare a destra al prossimo incrocio. |
|               | Divieto d'inversione                                                                                                | Vieta di effettuare un'inversione di marcia. |
|               | Divieto di sorpasso                                                                                                 | Vieta di sorpassare i veicoli a motore con due o più ruote. |
|               | Fine divieto di sorpasso                                                                                            | Indica la fine del divieto a tutti i veicoli di sorpassare i veicoli a motore diversi dai motocicli e dai ciclomotori.                                             |
|               | Divieto di sorpasso per gli autocarri                                                                               | Indica il divieto a tutti i veicoli, non adibiti al trasporto di persone, di massa a pieno carico superiore a 3,5 t di sorpassare i veicoli a motore.              |
|               | Fine del divieto di sorpasso per gli autocarri                                                                      | Indica la fine del divieto a tutti i veicoli non adibiti al trasporto di persone di massa a pieno carico oltre 3,5 t di sorpassare i veicoli a motore.             |
|               | Velocità massima | Indica la velocità massima in chilometri orari alla quale i veicoli possono procedere immediatamente dopo il segnale.                                              |
|               | Fine della velocità massima                                                                                         | Indica la fine del limite sulla velocità massima alla quale i veicoli possono procedere e ripristina il consueto limite di velocità relativo alla strada percorsa. |
|               | Fine dei limiti precedenti                                                                                          | Indica la fine dei divieti locali precedentemente imposti e ripristina il consueto limite di velocità relativo alla strada percorsa.                               |
|               | Pagamento pedaggio                                                                                                  | Indica una stazione di pagamento del pedaggio. La scritta può essere sostituita con "Taxes".                                                                       |
|               | Divieto di utilizzo della regolazione automatica della velocità                                                     | Indica il divieto dell'utilizzo del cruise control nel tratto di strada tra il segnale ed il primo incrocio od il segnale di fine dell'uso del cruise control.     |
|               | Fine del divieto di utilizzo della regolazione automatica della velocità                                            | Indica la fine del divieto dell'utilizzo del cruise control. |

## Segnali di obbligo (tipo D)
I segnali di obbligo in Belgio sono rotondi con sfondo blu ed indicazioni bianche.
| Segnale belga | Significato                                                                                         | Spiegazione |
|               | Direzione obbligatoria dritto                                                                       | Indica che la sola direzione consentita al conducente è quella di andare dritta. |
|               | Direzione obbligatoria a sinistra                                                                   | Indica che la sola direzione consentita al conducente è quella di andare a sinistra. |
|               | Preavviso di direzione obbligatoria a sinistra                                                      | Preavvisa che la sola direzione consentita al conducente è quella di andare a sinistra. |
|               | Passaggio obbligatorio a sinistra                                                                   | Obbliga i conducenti a passare a sinistra dell'ostacolo come un cantiere, uno spartitraffico, un salvagente o un'isola di traffico.                                                             |
|               | Direzione obbligatoria a destra                                                                     | Indica che la sola direzione consentita al conducente è quella di andare a destra. |
|               | Preavviso di direzione obbligatoria a destra                                                        | Preavvisa che la sola direzione consentita al conducente è quella di andare a destra. |
|               | Passaggio obbligatorio a destra                                                                     | Obbliga i conducenti a passare a destra dell'ostacolo come un cantiere, uno spartitraffico, un salvagente o un'isola di traffico.                                                               |
|               | Circolare diritto o svoltare a sinistra                                                             | Direzioni consentite a dritto ed a sinistra. |
|               | Circolare diritto o svoltare a destra                                                               | Direzioni consentite a dritto ed a destra. |
|               | Percorso obbligatorio per i veicoli indicati                                                        | Obbliga i conducenti dei veicoli indicati nel segnale a seguire la direzione indicata. |
|               | Intersezione con percorso rotatorio obbligato                                                       | Indica ai conducenti l'obbligo di circolare nel verso antiorario indicato dalle frecce attorno all'area di rotazione. È posto subito prima di una piazza dove si svolge circolazione rotatoria. |
|               | Pista ciclabile                                                                                     | Indica l'inizio di un percorso riservato alle biciclette. |
|               | Parte della carreggiata riservata alla circolazione di biciclette, pedoni e ciclomotori di classe A | Indica l'inizio di un percorso ciclabile contiguo al marciapiede. |
|               | Percorso misto pedonale e ciclabile                                                                 | Indica l'inizio di un percorso riservato ai pedoni ed alle biciclette. |
|               | Percorso pedonale                                                                                   | Indica un percorso riservato ai pedoni. |
|               | Strada per animali da sella                                                                         | Indica l'inizio di un percorso riservato agli animali da sella. |

## Segnali relativi alla sosta ed al parcheggio (tipo E)

### Segnali di divieto di sosta e di fermata
| Segnale belga | Significato        | Spiegazione |
|               | Divieto di sosta   | Vieta la sosta, fermata prolungata (parcheggio) ai veicoli, in quei luoghi dove per regola generale non vige tale divieto. |
|               | Divieto di fermata | Vieta la sosta e la fermata o qualsiasi temporanea sospensione della marcia ai veicoli.                                    |

### Segnali di sosta alternata
| Segnale belga | Significato                                           | Spiegazione |
|               | Divieto di sosta nei primi quindici giorni del mese   | Vieta la sosta, fermata prolungata (parcheggio) ai veicoli, in quei luoghi dove per regola generale non vige tale divieto soltanto nei primi 15 giorni di ogni mese.    |
|               | Divieto di sosta nei secondi quindici giorni del mese | Vieta la sosta, fermata prolungata (parcheggio) ai veicoli, in quei luoghi dove per regola generale non vige tale divieto soltanto negli ultimi 15 giorni di ogni mese. |

### Segnali che permettono o regolamentano il parcheggio
| Segnale belga | Significato                                          | Spiegazione |
|               | Parcheggio                                           | Indica un parcheggio autorizzato. Consente la sosta a tempo indeterminato salvo indicazioni differenti.                                                                            |
|               | Parcheggio per autovetture                           | Indica un parcheggio autorizzato per sole autovetture, motociclette e minibus. Consente la sosta a tempo indeterminato salvo indicazioni differenti.                               |
|               | Parcheggio per autocarri e furgoni                   | Indica un parcheggio autorizzato per soli furgoni ed autocarri. Consente la sosta a tempo indeterminato salvo indicazioni differenti.                                              |
|               | Parcheggio per autobus                               | Indica un parcheggio autorizzato per soli autobus. Consente la sosta a tempo indeterminato salvo indicazioni differenti.                                                           |
|               | Parcheggio sul marciapiede o sulla banchina          | Indica un parcheggio autorizzato sulla banchina o sul marciapiede. Consente la sosta a tempo indeterminato salvo indicazioni differenti.                                           |
|               | Parcheggio in parte sul marciapiede o sulla banchina | Indica un parcheggio autorizzato in parte sulla banchina o sul marciapiede ed in parte lungo la carreggiata. Consente la sosta a tempo indeterminato salvo indicazioni differenti. |
|               | Parcheggio vietato sul marciapiede o sulla banchina  | Indica un parcheggio vietato sulla banchina o sul marciapiede. Consente la sosta a tempo indeterminato salvo indicazioni differenti.                                               |
|               | Parcheggio per autocaravan                           | Indica un parcheggio autorizzato per soli autocaravan. Consente la sosta a tempo indeterminato salvo indicazioni differenti.                                                       |
|               | Parcheggio per motocicli                             | Indica un parcheggio autorizzato per soli motocicli. Consente la sosta a tempo indeterminato salvo indicazioni differenti.                                                         |
|               | Riservato ai disabili                                | Indica un parcheggio riservato ai disabili. |
|               | Inizio, continuazione o fine                         | Indicano l'inizio, la continuazione o la fine di una prescrizione. |
|               | Inizio per breve distanza                            | Indica l'inizio della prescrizione e la sua validità per la distanza indicata nel segnale.                                                                                         |

### Segnali di sosta alternata all'interno di un centro abitato
| Segnale belga | Significato                           | Spiegazione |
|               | Divieto di sosta a quindicine alterne | Vieta la sosta, fermata prolungata (parcheggio) ai veicoli, sul lato sinistro della carreggiata nei primi quindici giorni di un mese ed in quello destro negli ultimi quindici. |

## Segnali d'indicazione (tipo F)
| Segnale belga | Significato                                                       | Spiegazione |
|               | Inizio del comune                                                 | Indica l'inizio di un centro abitato. |
|               | Fine del comune                                                   | Indica la fine di un centro abitato. |
|               | Zona a velocità limitata                                          | Indica una zona in cui la velocità è limitata a 30 km/h. |
|               | Fine zona a velocità limitata                                     | Indica la fine di una zona con velocità limitata. |
|               | Inizio autostrada                                                 | Indica l'inizio di un'autostrada o di un raccordo che conduce ad un'autostrada.                                                                                       |
|               | Fine dell'autostrada                                              | Indica la fine di un'autostrada. |
|               | Galleria                                                          | Indica l'inizio di una galleria più lunga di 500 metri e la eventuale lunghezza.                                                                                      |
|               | Strada riservata ai veicoli a motore                              | Indica l'inizio di una strada riservata ai veicoli a motore. |
|               | Fine strada riservata ai veicoli a motore                         | Indica la fine di una strada riservata ai veicoli a motore. |
|               | Zona residenziale                                                 | Indica l'inizio di una zona residenziale. |
|               | Fine della zona residenziale                                      | Indica la fine di una zona residenziale. |
|               | Utilizzo delle corsie in un incrocio                              | Indica la canalizzazione che si ha nel prossimo incrocio. |
|               | Linea d'arresto avanzata per le biciclette                        | Indica che al prossimo incrocio è presente una zona di fermata all'incrocio riservata alle biciclette più avanzata rispetto a quella per gli autoveicoli.             |
|               | Presegnalazione di direzioni a ponte                              | Indica le direzioni raggiungibili al prossimo incrocio lungo una strada e posto a scavalco sopra la carreggiata.                                                      |
|               | Corsia di destra riservata agli autobus                           | Indica che la corsia a destra è riservata alla circolazione di autobus.                                                                                               |
|               | Corsia centrale riservata agli autobus ed ai taxi                 | Indica che la corsia centrale è riservata alla circolazione di autobus e taxi.                                                                                        |
|               | Senso unico                                                       | Segnala il termine del doppio senso di circolazione all'interno di una carreggiata.                                                                                   |
|               | Permesso di svoltare a sinistra od a destra                       | Permette la svolta a sinistra ed a destra. |
|               | Numero strada statale                                             | Identifica una strada statale. |
|               | Numero autostrada                                                 | Identifica un'autostrada. |
|               | Numero strada europea                                             | Identifica una strada europea. |
|               | Numero tangenziale                                                | Identifica una tangenziale. |
|               | Presegnalazione di direzioni su strada extraurbana                | Indica le direzioni raggiungibili al prossimo incrocio su strada extraurbana.                                                                                         |
|               | Presegnalazione di direzioni su strada extraurbana principale     | Indica le direzioni raggiungibili al prossimo incrocio lungo una strada extraurbana principale.                                                                       |
|               | Cartello indicatore su strada extraurbana                         | Indica le direzioni raggiungibili al prossimo incrocio lungo una strada extraurbana principale.                                                                       |
|               | Cartello indicatore per autostrada                                | Indica le direzioni raggiungibili al prossimo incrocio con direzione verso un'autostrada.                                                                             |
|               | Cartello indicatore in centri abitati                             | Indica le direzioni raggiungibili al prossimo incrocio in centri abitati.                                                                                             |
|               | Cartello indicatore verso centri turistici                        | Indica le direzioni raggiungibili al prossimo incrocio verso centri turistici.                                                                                        |
|               | Cartello indicatore in prossimità di punti di interesse turistico | Indica le direzioni raggiungibili al prossimo incrocio verso centri turistici.                                                                                        |
|               | Cartello indicatore per percorso ciclistico                       | Indica le direzioni raggiungibili lungo un percorso ciclistico. |
|               | Cartello indicatore per percorso ciclistico                       | Indica le direzioni raggiungibili lungo un percorso ciclistico. |
|               | Cartello indicatore per percorso ciclistico verso mete turistiche | Indica le direzioni turistiche raggiungibili lungo un percorso ciclistico.                                                                                            |
|               | Cartello indicatore per percorso ciclistico verso mete turistiche | Indica le direzioni turistiche raggiungibili lungo un percorso ciclistico.                                                                                            |
|               | Cartello indicatore verso ristoranti, campeggi, alberghi o motel  | Indica la direzione verso ristoranti, campeggi, alberghi o motel. |
|               | Preavviso di deviazione                                           | Preavvisa una deviazione lungo la strada che si sta percorrendo. |
|               | Deviazione                                                        | Indica una deviazione lungo la strada che si sta percorrendo. |
|               | Segnale di località                                               | Indica l'inizio di una località. |
|               | Strada senza uscita                                               | Indica una strada senza uscita per tutti i veicoli. |
|               | Strada senza uscita che prosegue come pista pedonale e ciclabile  | Indica una strada senza uscita che prosegue come pista pedonale e ciclabile.                                                                                          |
|               | Fine dei lavori                                                   | Indica la fine del tratto di strada interessato a lavori in corso. |
|               | Passaggio pedonale                                                | Indica un attraversamento pedonale non regolato da semaforo e non in corrispondenza di un incrocio stradale.                                                          |
|               | Passaggio ciclabile                                               | Indica un attraversamento ciclabile non regolato da semaforo e non in corrispondenza di un incrocio stradale.                                                         |
|               | Passaggio ciclabile nella svolta                                  | Indica un attraversamento ciclabile in prossimità della svolta al prossimo incrocio.                                                                                  |
|               | Sottopassaggio pedonale                                           | Indica la direzione e la distanza di un sottopassaggio pedonale. |
|               | Sovrappassaggio pedonale                                          | Indica la direzione e la distanza di un sovrappassaggio pedonale. |
|               | Uscita di emergenza                                               | Indica un'uscita di emergenza in una galleria. |
|               | Direzione e distanza per l'uscita di emergenza                    | Indica la distanza e la direzione per la più vicina uscita di emergenza.                                                                                              |
|               | Ospedale                                                          | Indica la presenza di un ospedale. |
|               | Pronto soccorso                                                   | Indica la presenza di un pronto soccorso. |
|               | Estintore                                                         | Indica la presenza di un estintore. |
|               | Corso d'acqua                                                     | Indica il nome corso d'acqua sopra il quale passa la strada. |
|               | Direzione per un parcheggio                                       | Indica la direzione per un parcheggio pubblico. |
|               | Parcheggio coperto                                                | Indica un parcheggio pubblico coperto. |
|               | Telefono                                                          | Indica un telefono pubblico. |
|               | Telefono di emergenza                                             | Indica un telefono pubblico per chiamate di emergenza. |
|               | Rifornimento                                                      | Indica la presenza di un posto di rifornimento. |
|               | Albergo o motel                                                   | Indica la presenza di un albergo o un motel. |
|               | Ristorante                                                        | Indica la presenza di un ristorante. |
|               | Bar                                                               | Indica la presenza di un bar. |
|               | Campeggio                                                         | Indica un campeggio. |
|               | Campeggio o terreno per roulotte                                  | Indica un campeggio od un terreno per la sosta di roulotte o motorhome.                                                                                               |
|               | Ostello della gioventù                                            | Indica la presenza di un ostello della gioventù. |
|               | Informazioni                                                      | Indica la presenza di un punto informazioni. |
|               | Preavviso di chiusura corsia per lavori                           | Indica una riduzione del numero di corsie a causa di lavori. |
|               | Preavviso di deviazione lungo la carreggiata                      | Indica una deviazione luno il percorso della carreggiata a causa di lavori.                                                                                           |
|               | Corsia chiusa per lavori                                          | Indica una chiusura di una carreggiata a causa di lavori e l'immissione obbligatoria in quella opposta.                                                               |
|               | Utilizzo delle corsie per lavori                                  | Indica la modalità di utilizzo delle corsie a seguito di lavori. |
|               | Dispositivo artificiale sollevato                                 | Indica un manufatto posizionato in modo da risultare ad un piano superiore rispetto al piano viabile.                                                                 |
|               | Preavviso di utilizzo delle corsie                                | Preavvisa l'utilizzo delle corsie che si avrà a ... metri. |
|               | Utilizzo delle corsie                                             | Indica la modalità di utilizzo delle corsie. |
|               | Radio informazioni stradali                                       | Indica la frequenza sulla quale si possono ricevere notizie sullo stato del traffico.                                                                                 |
|               | Corsia di fuga                                                    | Indica l'esistenza di una corsia di fuga i cui si possono fermare i veicoli con freni in avaria.                                                                      |
|               | Riduzione delle corsie disponibili                                | Indica una riduzione delle corsie disponibili. |
|               | Piazzuola di fermata per veicoli in panne                         | Indica una piazzola dove è consentita la fermata di veicoli in panne.                                                                                                 |
|               | Percorso riservato alla categoria di utenti indicata              | Indica l'esistenza di un percorso riservato alle categorie di utenti indicate.                                                                                        |
|               | Fine percorso riservato alla categoria di utenti indicata         | Indica la fine del percorso riservato alle categorie di utenti indicate.                                                                                              |
|               | Zona pedonale                                                     | Indica l'inizio di una zona pedonale. |
|               | Fine della zona pedonale                                          | Indica la fine della zona pedonale. |
|               | Autorizzazione a sorpassare                                       | Indica che, nel tratto di strada tra questo segnale ed il corrispondente di fine, è possibile il sorpasso delle autovetture o dei motocicli da parte degli autocarri. |
|               | Fine dell'autorizzazione a sorpassare                             | Indica la fine della possibilità del sorpasso delle autovetture o dei motocicli da parte degli autocarri.                                                             |
|               | Pista ciclabile lungo la carreggiata                              | Indica l'inizio di pista ciclabile lungo la carreggiata. |
|               | Fine pista ciclabile lungo la carreggiata                         | Indica la fine della pista ciclabile lungo la carreggiata. |